# Llista de resolucions del Consell de Seguretat de les Nacions Unides 2301 a la 2400
Aquesta és una llista entre les resolucions 2301 a 2400 del Consell de Seguretat de les Nacions Unides aprovades entre el 26 de juliol de 2016 i el 8 de febrer de 2018.
| Resolució      | Data                   | Votació                                                          | Assumpte |
| -------------- | ---------------------- | ---------------------------------------------------------------- | --- |
| Resolució 2301 | 26 de juliol de 2016   | 15–0–0                                                           | Situació en la República Centreafricana |
| Resolució 2302 | 29 de juliol de 2016   | 15–0–0                                                           | Situació al Sudan i Sudan del Sud |
| Resolució 2303 | 29 de juliol de 2016   | 11–0–4 (Abstencions; Angola, Xina, Egipte, Veneçuela)            | Situació a Burundi |
| Resolució 2304 | 12 d'agost de 2016     | 11–0–4 (Abstencions; Xina, Egipte, Rússia, Veneçuela)            | Situació al Sudan i Sudan del Sud |
| Resolució 2305 | 30 d'agost de 2016     | 15–0–0                                                           | La situació a l'Orient Mitjà |
| Resolució 2306 | 6 de setembre de 2016  | 15–0–0                                                           | Tribunal internacional per a l'antiga Iugoslàvia |
| Resolució 2307 | 13 de setembre de 2016 | 15–0–0                                                           | Informe de data 19 de gener de 2016 del Secretari General al Consell de Seguretat sobre la Missió de les Nacions Unides a Colòmbia                                                                   |
| Resolució 2308 | 14 de setembre de 2016 | 15–0–0                                                           | La situació a Libèria |
| Resolució 2309 | 22 de setembre de 2016 | 15–0–0                                                           | Amenaces a la pau i seguretat internacional ocasionades per actes de terrorisme: seguretat en l'aviació                                                                                              |
| Resolució 2310 | 23 de setembre de 2016 | 15–0–0                                                           | Manteniment de la pau i seguretat internacional |
| Resolució 2311 | 6 d'octubre de 2016    | 15–0–0                                                           | Recomanació per a la designació del Secretari General de les Nacions Unides |
| Resolució 2312 | 6 d'octubre de 2016    | 14–0–1 (Abstencions; Veneçuela)                                  | Manteniment de la pau i seguretat internacional |
| Resolució 2313 | 13 d'octubre de 2016   | 15–0–0                                                           | Missió d'Estabilització de les Nacions Unides a Haití |
| Resolució 2314 | 31 d'octubre de 2016   | 15–0–0                                                           | Situació a l'Orient Mitjà (Síria) |
| Resolució 2315 | 8 de novembre de 2016  | 15–0–0                                                           | La situació a Bòsnia i Hercegovina |
| Resolució 2316 | 9 de novembre de 2016  | 15–0–0                                                           | La situació a Somàlia |
| Resolució 2317 | 10 de novembre de 2016 | 10–0–5                                                           | La situació a Somàlia |
| Resolució 2318 | 15 de novembre de 2016 | 15–0–0                                                           | Informes del Secretari General sobre Sudan i Sudan del Sud |
| Resolució 2319 | 17 de novembre de 2016 | 15–0–0                                                           | Situació a l'Orient Mitjà (Síria) |
| Resolució 2320 | 18 de novembre de 2016 | 15–0–0                                                           | Cooperació entre les Nacions Unides i les organitzacions regionals i subregionals en el manteniment de la pau i seguretat internacional                                                              |
| Resolució 2321 | 30 de novembre de 2016 | 15–0–0                                                           | No proliferació/República Democràtica Popular de Corea |
| Resolució 2322 | 12 de desembre de 2016 | 15–0–0                                                           | Amenaces a la pau i seguretat internacional causades per actes terroristes |
| Resolució 2323 | 13 de desembre de 2016 | 15–0–0                                                           | La situació a Líbia |
| Resolució 2324 | 14 de desembre de 2016 | 15–0–0                                                           | Tribut al Secretari General de les Nacions Unides sortint |
| Resolució 2325 | 15 de desembre de 2016 | 15–0–0                                                           | No proliferació d'armes de destrucció massiva |
| Resolució 2326 | 15 de desembre de 2016 | 15–0–0                                                           | Informes del Secretari General sobre Sudan i Sudan del Sud |
| Resolució 2327 | 16 de desembre de 2016 | 15–0–0                                                           | Informess del Secretari General sobre Sudan i Sudan del Sud |
| Resolució 2328 | 19 de desembre de 2016 | 15–0–0                                                           | La situació a l'Orient Mitjà (Síria) |
| Resolució 2329 | 19 de desembre de 2016 | 15–0–0                                                           | Tribunal Internacional per al processament de les persones responsables de serioses violacions al dret internacional humanitari comesa al territori de l'antiga Iugoslàvia des de 1991               |
| Resolució 2330 | 19 de desembre de 2016 | 15–0–0                                                           | Situació a l'Orient Mitjà (UNDOF) |
| Resolució 2331 | 20 de desembre de 2016 | 15–0–0                                                           | Manteniment de la pau i seguretat internacional |
| Resolució 2332 | 21 de desembre de 2016 | 15–0–0                                                           | La situació a l'Orient Mitjà (Síria) |
| Resolució 2333 | 23 de desembre de 2016 | 12–0–3 (Abstencions; França, Rússia, Regne Unit)                 | Missió de les Nacions Unides a Libèria |
| Resolució 2334 | 23 de desembre de 2016 | 14–0–1 (Abstencions; Estats Units)                               | Situació a l'Orient Mitjà (Territoris palestins ocupats per Israel) |
| Resolució 2335 | 30 de desembre de 2016 | 15–0–0                                                           | Situació a l'Orient Mitjà (l'Iraq) |
| Resolució 2336 | 31 de desembre de 2016 | 15-0-0                                                           | La situació a l'Orient Mitjà (Síria) |
| Resolució 2337 | 19 de gener de 2017    | 15-0-0                                                           | Resoldre la crisi constitucional de Gàmbia 2016-2017 que va seguir a les eleccions presidencials de Gàmbia de 2016                                                                                   |
| Resolució 2338 | 26 de gener de 2017    | 15-0-0                                                           | La situació a Xipre |
| Resolució 2339 | 27 de gener de 2017    | 15-0-0                                                           | La situació a la República Centreafricana |
| Resolució 2340 | 8 de febrer de 2017    | 15-0-0                                                           | Extensió de mandat per a sancions de supervisió del panell d'experts al Darfur, Sudan |
| Resolució 2341 | 13 de febrer de 2017   | 15-0-0                                                           | Demana als Estats membres que s'ocupin de les amenaces contra la infraestructura crítica |
| Resolució 2342 | 23 de febrer de 2017   | 15-0-0                                                           | Renovació de les sancions al Iemen |
| Resolució 2343 | 23 de febrer de 2017   | 15-0-0                                                           | La situació a Guinea Bissau |
| Resolució 2344 | 17 de març de 2017     | 15-0-0                                                           | La situació a Afganistan |
| Resolució 2345 | 23 de març de 2017     | 15-0-0                                                           | No proliferació/República Popular Democràtica de Corea |
| Resolució 2346 | 23 de març de 2017     | 15-0-0                                                           | La situació a Somàlia |
| Resolució 2347 | 24 de març de 2017     | 15-0-0                                                           | Manteniment de la pau i la seguretat internacionals |
| Resolució 2348 | 31 de març de 2017     | 15-0-0                                                           | La situació relativa a la República Democràtica del Congo |
| Resolució 2349 | 31 de març de 2017     | 15-0-0                                                           | Pau i seguretat a l'Àfrica |
| Resolució 2350 | 13 d'abril de 2017     | 15-0-0                                                           | La situació a Haití |
| Resolució 2351 | 28 d'abril de 2017     | 15-0-0                                                           | La situació relativa al Sàhara Occidental |
| Resolució 2352 | 15 de maig de 2017     | 15-0-0                                                           | Informes del Secretari General sobre Sudan i Sudan del Sud |
| Resolució 2353 | 24 de maig de 2017     | 15-0-0                                                           | Informes del Secretari General sobre Sudan i Sudan del Sud |
| Resolució 2354 | 24 de maig de 2017     | 15-0-0                                                           | Amenaces a la pau i la seguretat internacionals causades per actes terroristes |
| Resolució 2355 | 26 de maig de 2017     | 15-0-0                                                           | La situació a Somàlia |
| Resolució 2356 | 2 de juny de 2017      | 15-0-0                                                           | Sancions contra la República Popular Democràtica de Corea |
| Resolució 2357 | 12 de juny de 2017     | 15-0-0                                                           | La situació a Líbia |
| Resolució 2358 | 14 de juny de 2017     | 15-0-0                                                           | La situació a Somàlia |
| Resolució 2359 | 21 de juny de 2017     | 15-0-0                                                           | Pau i seguretat a l'Àfrica |
| Resolució 2360 | 21 de juny de 2017     | 15-0-0                                                           | La situació relativa a la República Democràtica del Congo |
| Resolució 2361 | 29 de juny de 2017     | 15-0-0                                                           | La situació a l'Orient Mitjà (UNDOF) |
| Resolució 2362 | 29 de juny de 2017     | 15-0-0                                                           | La situació a Líbia |
| Resolució 2363 | 29 de juny de 2017     | 15-0-0                                                           | Informes del Secretari General sobre Sudan i Sudan del Sud (UNAMID) |
| Resolució 2364 | 29 de juny de 2017     | 15-0-0                                                           | La situació a Mali (MINUSMA) |
| Resolució 2365 | 30 de juny de 2017     | 15-0-0                                                           | Manteniment de la pau i la seguretat internacionals: acció de les mines |
| Resolució 2366 | 10 de juliol de 2017   | 15-0-0                                                           | Cartes idèntiques de data 19 de gener de 2016 del Representant Permanent de Colòmbia davant les Nacions Unides dirigides al Secretari General i al President del Consell de Seguretat (S/2016/53)    |
| Resolució 2367 | 14 de juliol de 2017   | 15-0-0                                                           | La situació relativa a l'Iraq |
| Resolució 2368 | 20 de juliol de 2017   | 15-0-0                                                           | Amenaces a la pau i la seguretat internacionals causades per actes terroristes |
| Resolució 2369 | 27 de juliol de 2017   | 15-0-0                                                           | La situació a Xipre (UNFICYP) |
| Resolució 2370 | 2 d'agost de 2017      | 15-0-0                                                           | Amenaces a la pau i la seguretat internacionals provocades per actes terroristes: impedir que els terroristes adquireixin armes                                                                      |
| Resolució 2371 | 5 d'agost de 2017      | 15-0-0                                                           | Sancions contra la República Popular Democràtica de Corea |
| Resolució 2372 | 30 d'agost de 2017     | 15-0-0                                                           | La situació a Somàlia |
| Resolució 2373 | 30 d'agost de 2017     | 15-0-0                                                           | La situació a l'Orient Mitjà |
| Resolució 2374 | 5 de setembre de 2017  | 15-0-0                                                           | La situació a Mali |
| Resolució 2375 | 11 de setembre de 2017 | 15-0-0                                                           | No proliferació / República Popular Democràtica de Corea |
| Resolució 2376 | 14 de setembre de 2017 | 15-0-0                                                           | La situació a Líbia |
| Resolució 2377 | 14 de setembre de 2017 | 15-0-0                                                           | Cartes idèntiques de data 19 de gener de 2016 del Representant Permanent de Colòmbia davant les Nacions Unides dirigides al Secretari General i al President del Consell de Seguretat. (S / 2016/53) |
| Resolució 2378 | 20 de setembre de 2017 | 15-0-0                                                           | Operacions de manteniment de la pau de les Nacions Unides |
| Resolució 2379 | 21 de setembre de 2017 | 15-0-0                                                           | Amenaces a la pau i la seguretat internacionals (implementació d'un equip investigador a l'Iraq) |
| Resolució 2380 | 5 d'octubre de 2017    | 15-0-0                                                           | Manteniment de la pau i la seguretat internacionals (Líbia) |
| Resolució 2381 | 5 d'octubre de 2017    | 15-0-0                                                           | Renovació i ampliació de la Missió de les Nacions Unides a Colòmbia |
| Resolució 2382 | 6 de novembre de 2017  | 15-0-0                                                           | Operacions de manteniment de la pau de les Nacions Unides |
| Resolució 2383 | 6 de novembre de 2017  | 15-0-0                                                           | La situació a Somàlia |
| Resolució 2384 | 7 de novembre de 2017  | 15-0-0                                                           | La situació a Bòsnia i Hercegovina |
| Resolució 2385 | 14 de novembre de 2017 | 11-0-4 (abstencions: Bolívia, Xina, Egipte, Federació de Rússia) | La situació a Somàlia |
| Resolució 2386 | 15 de novembre de 2017 | 15-0-0                                                           | Informes del Secretari General sobre el Sudan i el Sudan del Sud |
| Resolució 2387 | 15 de novembre de 2017 | 15-0-0                                                           | La situació a la República Centreafricana |
| Resolució 2388 | 21 de novembre de 2017 | 15-0-0                                                           | Manteniment de la pau i la seguretat internacionals |
| Resolució 2389 | 8 de desembre de 2017  | 15-0-0                                                           | La situació a la regió dels Llacs africans. |
| Resolució 2390 | 8 de desembre de 2017  | 15-0-0                                                           | La situació relativa a l'Iraq |
| Resolució 2391 | 8 de desembre de 2017  | 15-0-0                                                           | Pau i seguretat a l'Àfrica. |
| Resolució 2392 | 14 de desembre de 2017 | 15-0-0                                                           | Informes del Secretari General sobre el Sudan i el Sudan del Sud |
| Resolució 2393 | 19 de desembre de 2017 | 12-0-3 (abstencions: Bolívia, Xina, Federació de Rússia)         | Situació a l'Orient Mitjà (Síria) |
| Resolució 2394 | 21 de desembre de 2017 | 15-0-0                                                           | Situació a l'Orient Mitjà (UNDOF) |
| Resolució 2395 | 21 de desembre de 2017 | 15-0-0                                                           | Amenaces a la pau i la seguretat internacionals causades per actes terroristes |
| Resolució 2396 | 21 de desembre de 2017 | 15-0-0                                                           | Amenaces a la pau i la seguretat internacionals causades per actes terroristes |
| Resolució 2397 | 21 de desembre de 2017 | 15-0-0                                                           | No proliferació / República Popular Democràtica de Corea |
| Resolució 2398 | 30 de gener de 2018    | 15–0–0                                                           | Situació a Xipre (Ampliació del mandat de la UNFICYP) |
| Resolució 2399 | 30 de gener de 2018    | 15–0–0                                                           | Situació a la República Centreafricana (embargament d'armes i altres sancions internacionals) |
| Resolució 2400 | 8 de febrer de 2018    | 15–0–0                                                           | Informe del Secretari General sobre Sudan i Sudan del Sud |